# Pleuroploca persica
Pleuroploca persica (tên tiếng Anh: Persian horse conch) là một loài ốc biển săn mồi rất lớn có nắp, một loài thân mềm chân bụng sống ở biển thuộc họ Fasciolariidae, bao gồm cả ốc gai, ốc tulip và các họ hàng của chúng.

## Phân bố
Loài này phân bố ở Sri Lanka, Ấn Độ Dương.  Lưu trữ ngày 3 tháng 1 năm 2010 tại Wayback Machine